# بلوباکا ، تزیروآنوماندیدی
بلوباکا (به لاتین: Belobaka) یک منطقهٔ مسکونی در ماداگاسکار است که در تزیروآنوماندیدی (بخش) واقع شده‌است.
 بلوباکا  ۱۸٬۰۰۰ نفر جمعیت دارد و ۸۰۶ متر بالاتر از سطح دریا واقع شده‌است.